# Pochotita, Veracruz
Pochotita är en ort i Mexiko.   Den ligger i kommunen Atzalan och delstaten Veracruz, i den sydöstra delen av landet, 210 km öster om huvudstaden Mexico City. Pochotita ligger 675 meter över havet och antalet invånare är 208.
Terrängen runt Pochotita är huvudsakligen kuperad, men söderut är den bergig. Runt Pochotita är det ganska tätbefolkat, med 129 invånare per kvadratkilometer. Närmaste större samhälle är Atzalan, 10,7 km sydväst om Pochotita. I omgivningarna runt Pochotita växer i huvudsak städsegrön lövskog.